# Autoput Gradiška–Banja Luka

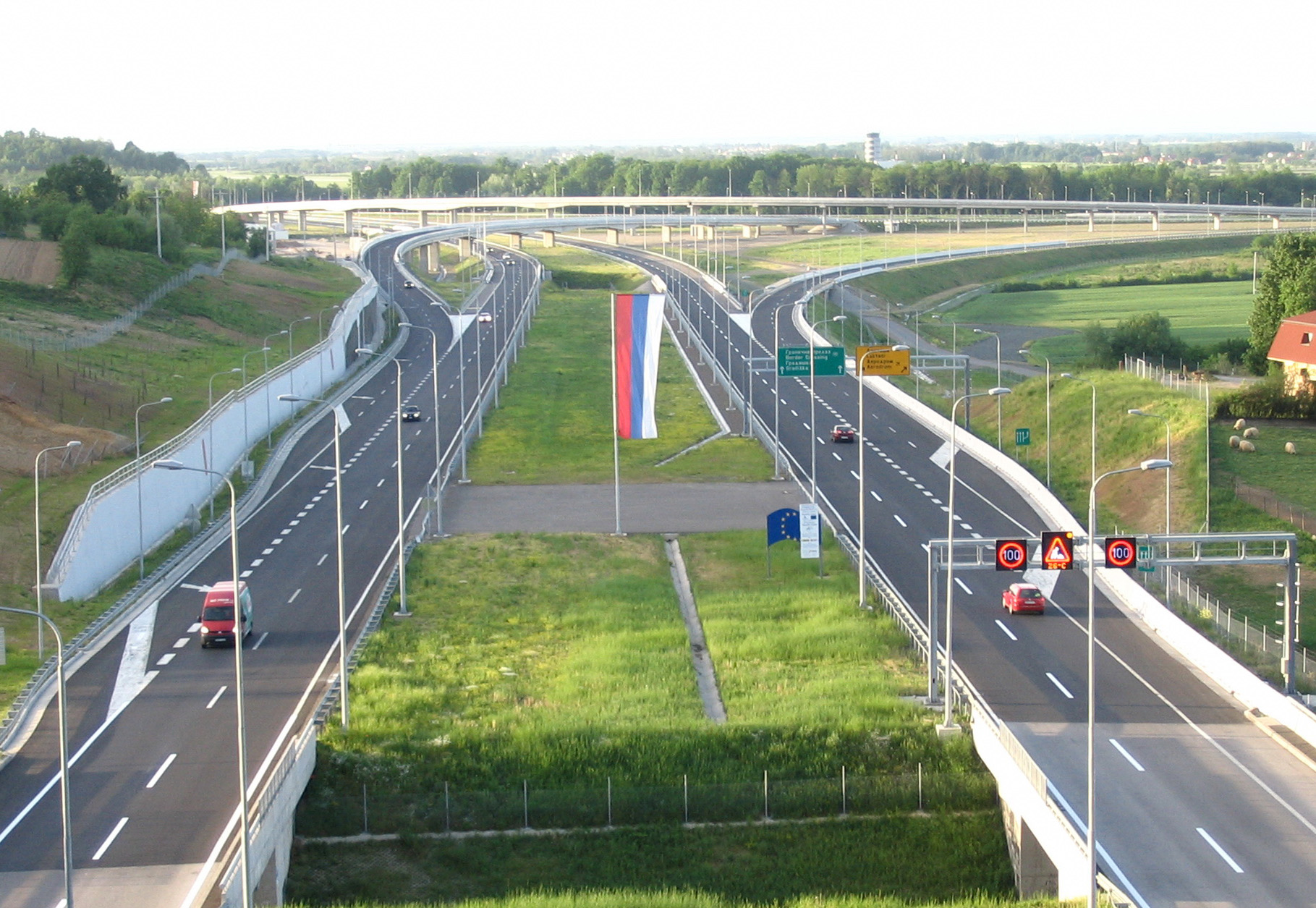

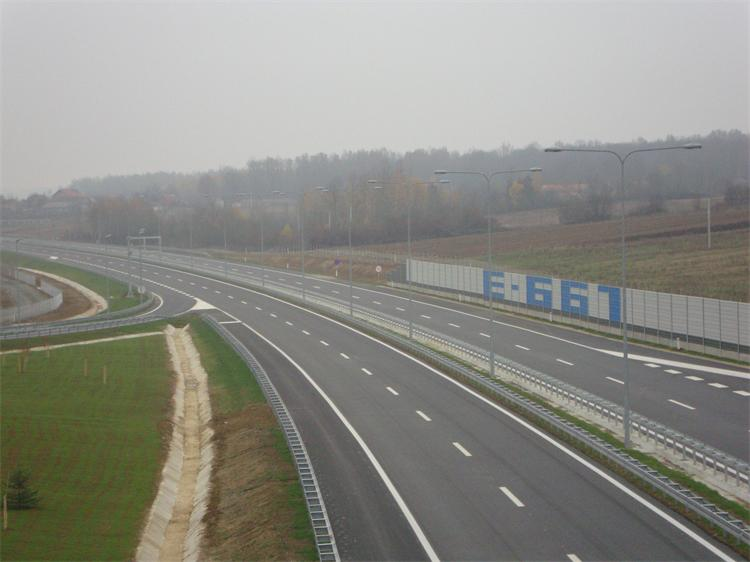

Der Autoput Gradiška–Banja Luka (bosnisch/serbisch für ‚Autobahn Gradiška–Banja Luka‘) ist eine Autobahn in Bosnien und Herzegowina. Die Autobahn wurde weitestgehend fertiggestellt oder befindet sich in Bau. Das Teilstück von Čatrnja bis Mahovljani wurde am 30. November 2011 für den Verkehr freigegeben.

## Nummerierung
Aufgrund politischer Differenzen zwischen den zwei Entitäten von Bosnien und Herzegowina, der Föderation Bosnien und Herzegowina und der Republika Srpska, über die Nummernvergabe der neu zu bauenden Autobahnen ist derzeit nicht absehbar, welche Nummer diese Autobahn bekommen wird. Es ist möglich, dass die Autobahn als A-2 ausgeschildert wird, allerdings ist diese Nummer eher für eine West-Ost-Verbindung von der kroatischen Grenze bei Izačić über Bihać, Jajce, Travnik, Sarajevo und Foča nach Šćepan Polje an der montenegrinischen Grenze im Gespräch. Anfang Februar 2011 äußerte sich der bosnisch-serbische Politiker Milorad Dodik, dass der Teil zwischen Gradiška und Banja Luka bis Juni 2011 fertig gebaut wird. Andere bosnische Politiker erklärten dagegen, dass dies nicht bedeuten würde, dass man sich auf den obigen Verlauf und die Nummerierung als A-2 geeinigt hätte, sondern die Verbindung von Gradiška nach Banja Luka, als eine Ergänzung zum eigentlichen Teil der A-2 dienen könnte.
Derzeit ist die Autobahn als E-661 beschildert, was der Europastraßennummerierung entspricht.

## Verlauf
Die Autobahn führt von der kroatischen Grenze bei Gradiška über Mahovljani und Klašnice nach Banja Luka, der Hauptstadt der Republika Srpska.

## Baufortschritt
Das 26,5 km lange Teilstück von Gradiška nach Mahovljani wurde am 30. November 2011 offiziell dem Verkehr übergeben. Die Autobahn endet derzeit bei Klašnice, von dort führt eine vierspurige autobahnähnliche Straße (M-16) weiter nach Banja Luka. Das Autobahnkreuz Mahovljani wurde im Juli für den Verkehr freigegeben, somit ist die Autobahn durchgehend befahrbar.

## Kosten
Das Straßenprojekt Gradiška – Banja Luka inklusive des vierspurigen Ausbaus der M-16 kostete insgesamt 320 Mio. KM (entspricht ungefähr 163 Mio. Euro).